# Tres (canal de televisión)
Tres (anteriormente MTV Tres; estilizado como tr3s) es un canal de televisión por suscripción estadounidense, que tiene una temática de música bi-cultural. Es propiedad de Paramount Media Networks, filial de Paramount Global. Las canciones que presenta son una fusión entre latinas y estadounidenses, que incluye pop, pop latino, rock y música urbana, entre otros.
MTV Tres incluye series, vídeos musicales y documentales de noticias sobre la cultura, música y artistas de Latinoamérica. El canal está dirigido a los latinoamericanos e hispanohablantes residentes en Estados Unidos. El canal además transmite programas de estilo de vida, documentales de la música o artistas latinos y programación en español de MTV Latinoamérica y MTV España con subtítulos en inglés, como también programación en inglés de MTV.
En agosto de 2013, MTV Tres estaba disponible para aproximadamente 36 millones de hogares con televisión por suscripción (un total del 32% de los hogares con televisión) en Estados Unidos.

## Historia

### MTV Español
El 1 de agosto de 1998 MTV Networks lanzó MTV S (la S significa spanish, español en inglés), canal que el 1 de octubre de 2001 fue renombrado como MTV Español, con enfoque en la música del pop/rock latino. Era un canal de música que funcionaba con bloques de música de ocho horas, que se repetían tres veces por día y que también usaban sus señales hermanas MTV Hits, MTVX y MTV2. No poseía programación original, a excepción de contenido reutilizado de MTV Latinoamérica.
La mayor parte de los vídeos mostrados en MTV en Español eran de artistas populares de habla hispana en los Estados Unidos. El canal también mostró algunos vídeos de rock y pop latino.
A finales de 2005, la señal sufrió serios cambios. El canal empezó a transmitir música en inglés. También empezó a mostrar el TOP 20 los sábados y los domingos. Más tarde, MTV en Español dejaría de pasar los bloques de ocho horas para comenzar a transmitir una rotación arbitraria de vídeos durante todo el día.
Más tarde, el canal decidió reservar un bloque de 3 horas para exhibir vídeos de música antigua y nueva que se presentaba en MTV Latinoamérica, además de programas como Making the Video, entre otros programas originales de MTV Latinoamérica.

### Adquisición de MÁS Música
MÁS Música fue fundado en 1998 por Eduardo Caballero, de Caballero Televisión era un canal de televisión por cable estadounidense, que transmitía vídeos musicales latinos, incluyendo la salsa y cumbia mexicana. También exhibía noticias de música, y cantidades menores de programación educativa los fines de semana, y se transmitía principalmente en estaciones de televisión de baja potencia en todo Estados Unidos. El canal fue percibido como la principal competencia de MTV en Español.
En diciembre de 2005, Viacom adquirió MÁS Música, además de diez estaciones televisivas que estaban afiliadas a ella. La venta se completó en enero de 2006.

### Lanzamiento de MTV Tres
Jennifer López fue la encargada de anunciar públicamente la creación de MTV Tres en la ceremonia de entrega de los premios MTV Video Music Awards 2006.
MTV Tres fue lanzado no oficialmente el 4 de septiembre de 2006, cuando se hizo disponible en los sistemas de cable y satélite que antes transmitían MTV en Español. El 25 de septiembre de 2006, MTV en Español y MÁS Música se fusionaron oficialmente formando MTV Tres. El primer programa transmitido por el canal fue My TRL a las 4:30 de la tarde.
El logo de MTV Tres tiene una tilde sobre el número "3", que sustituye a la palabra española "tres", que no se escribe con tilde.
El 11 de octubre de 2006, Comcast admitió los listados de MTV Tres en la guía de programas y canales de su servicio de cable digital.

### Renombramiento como Tres
El 12 de julio de 2010, MTV Tres eliminó el nombre de MTV de su logotipo y nombre, cambiando oficialmente su nombre a simplemente Tres. Con el cambio de marca, la cadena amplió su programación para incluir programas y series de MTV adicionales, adquiridos a través de las señales latinoamericanas de Viacom.
Viacom volvió a vender algunas de las estaciones adquiridas en el acuerdo de Más Música en California y Texas a Caballero Television, y después de la venta de su último activo de transmisión en 2019, la cadena es solo por cable.

## Programación
Tres posee solo una señal que se guía por el horario del este. 
La programación es significativamente más repetidora que lo era MTV en Español. Hay programas como Hola, My name is MTV Tres, The TOP 20, TRL México, Los Hits, Primer Imbécil Latinoamericano, My TRL, MTV Trespass y Los Premios MTV Latinoamérica. Estos shows son repetidos la mayor parte del día, algo que reduce la cantidad de vídeos de música que transmite el canal.
Aunque la señal fue anunciada como bilingüe, el canal habla predominantemente inglés. La página oficial está en inglés, a excepción de palabras arbitrarias en español incluidas en las oraciones, se puede decir que el contenido está en spanglish. Los programas de entrevistas habladas en español, tienen subtítulos en inglés, pero no en viceversa. A veces, la ortografía de las palabras en español está incorrectamente anglicanizada omitiendo acentos en palabras como “corazón” y “café”. También está la repetición constante de artistas no latinoamericanos, como Paris Hilton y Beyoncé. El contenido latinoamericano en el canal es cuestionable.[cita requerida]
Las series más exitosas en MTV Tres han sido la venezolana Isa TKM y la mexicana Bienvenida realidad, que han alcanzado grandes índices de audiencia en Estados Unidos.[cita requerida]